# Consi

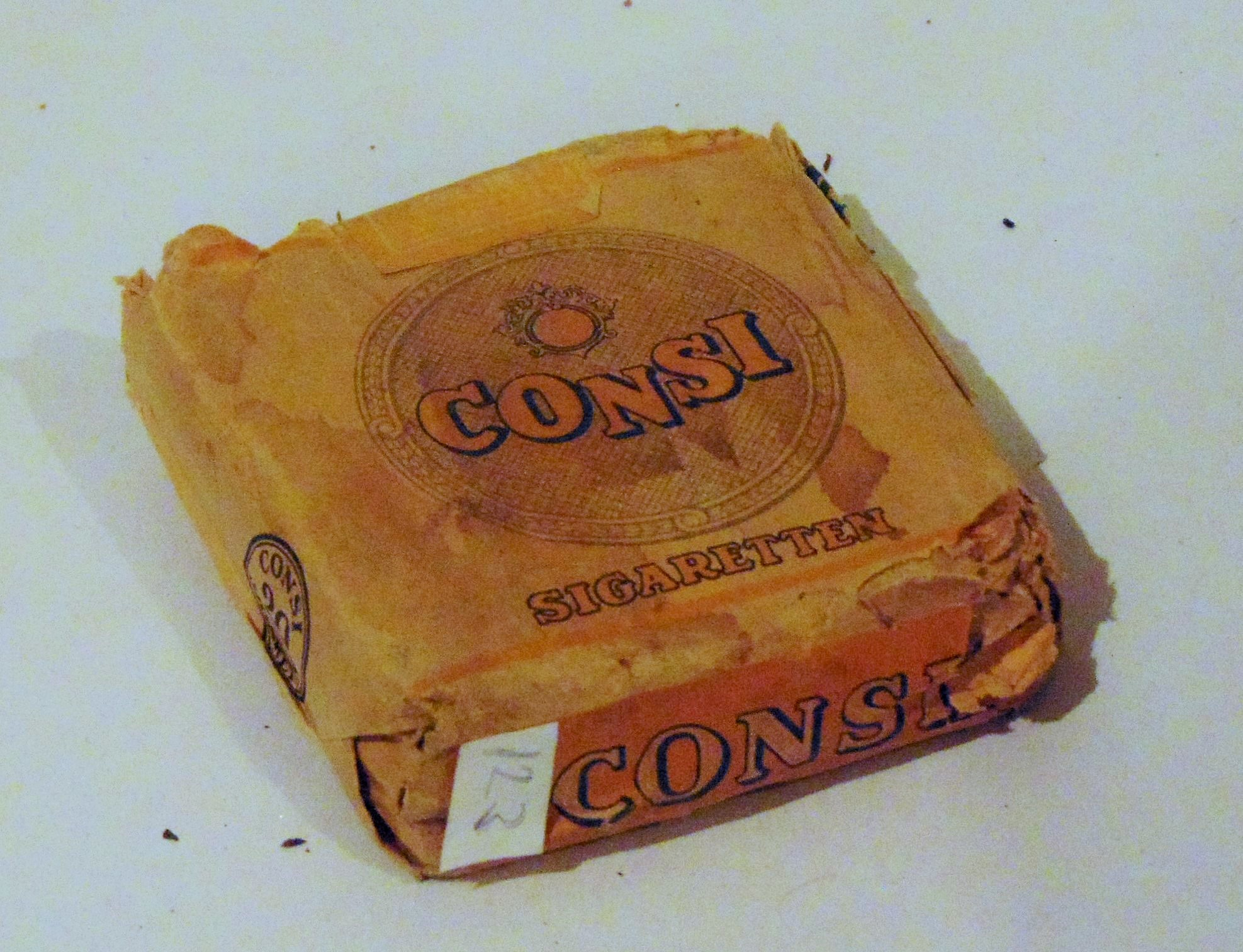
Een pakje Consi's

Consi was de naam van surrogaatsigaretten in de Tweede Wereldoorlog.
Alle tabaksfabrikanten stopten met hun eigen merken en maakten alleen nog Consi-sigaretten, Beka-shag en Amateur-tabak. Deze tabakswaren vielen onder de distributieregelingen, die voor tabak duurden tot 1948.
Consi was een afkorting van Concentratiesigaretten. Hoewel voor Consi echte tabak werd gebruikt – in tegenstelling tot surrogaat als Bijsi (Bijna-sigaretten), die evenals gedenicotiniseerde tabak en natuurlijk amateurtabak niet op de bon was – kwamen er veel klachten over en al snel werd de naam in de volksmond verbasterd tot het backroniem Cigaretten Onder Nationaal-Socialistische Invloed.